# Peulandok Tunong
Peulandok Tunong is een bestuurslaag in het regentschap Pidie Jaya van de provincie Atjeh, Indonesië. Peulandok Tunong telt 440 inwoners (volkstelling 2010).